# 일본의 반중 정서

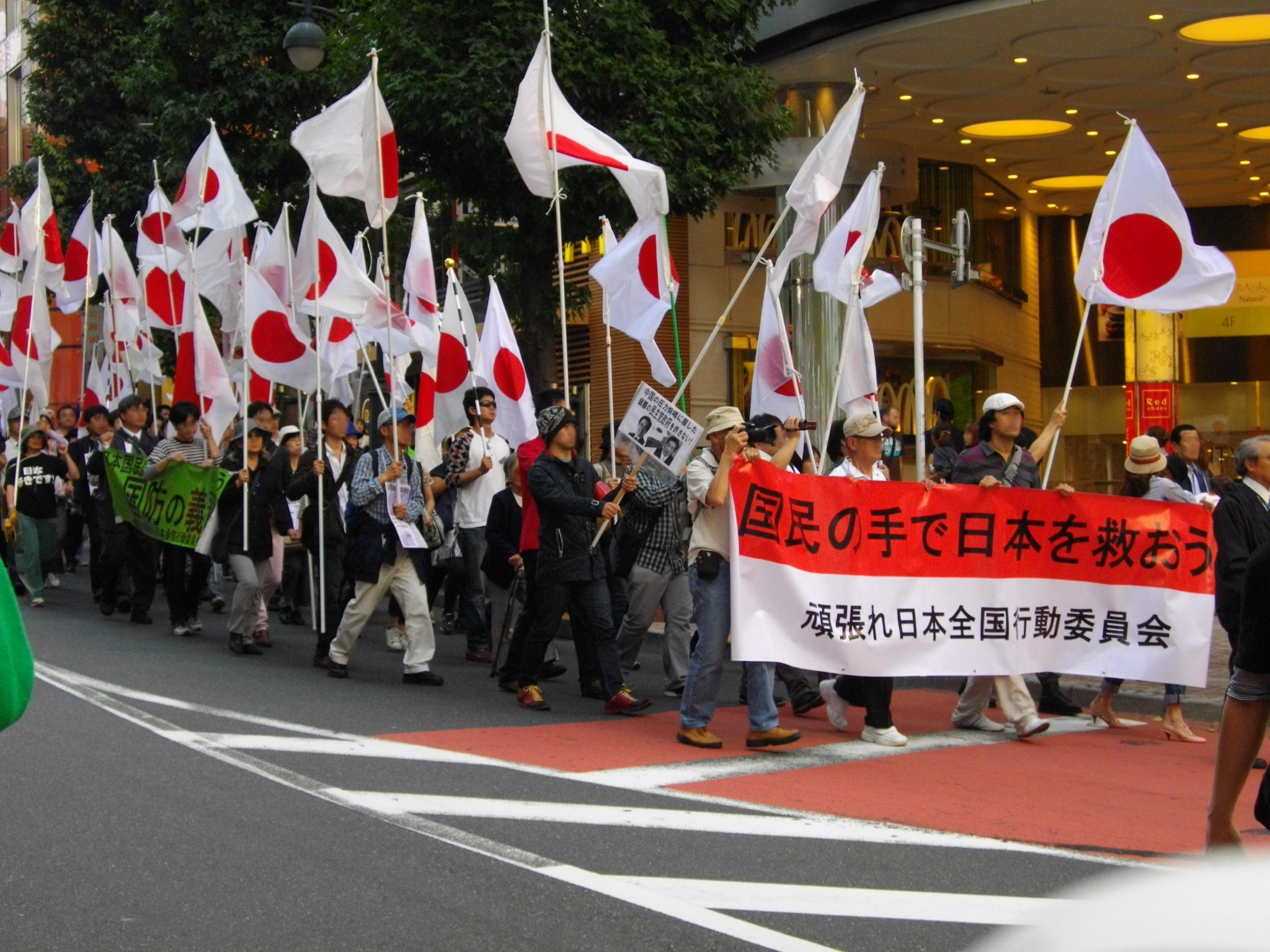
도쿄 시부야에서 열린 반중 시위

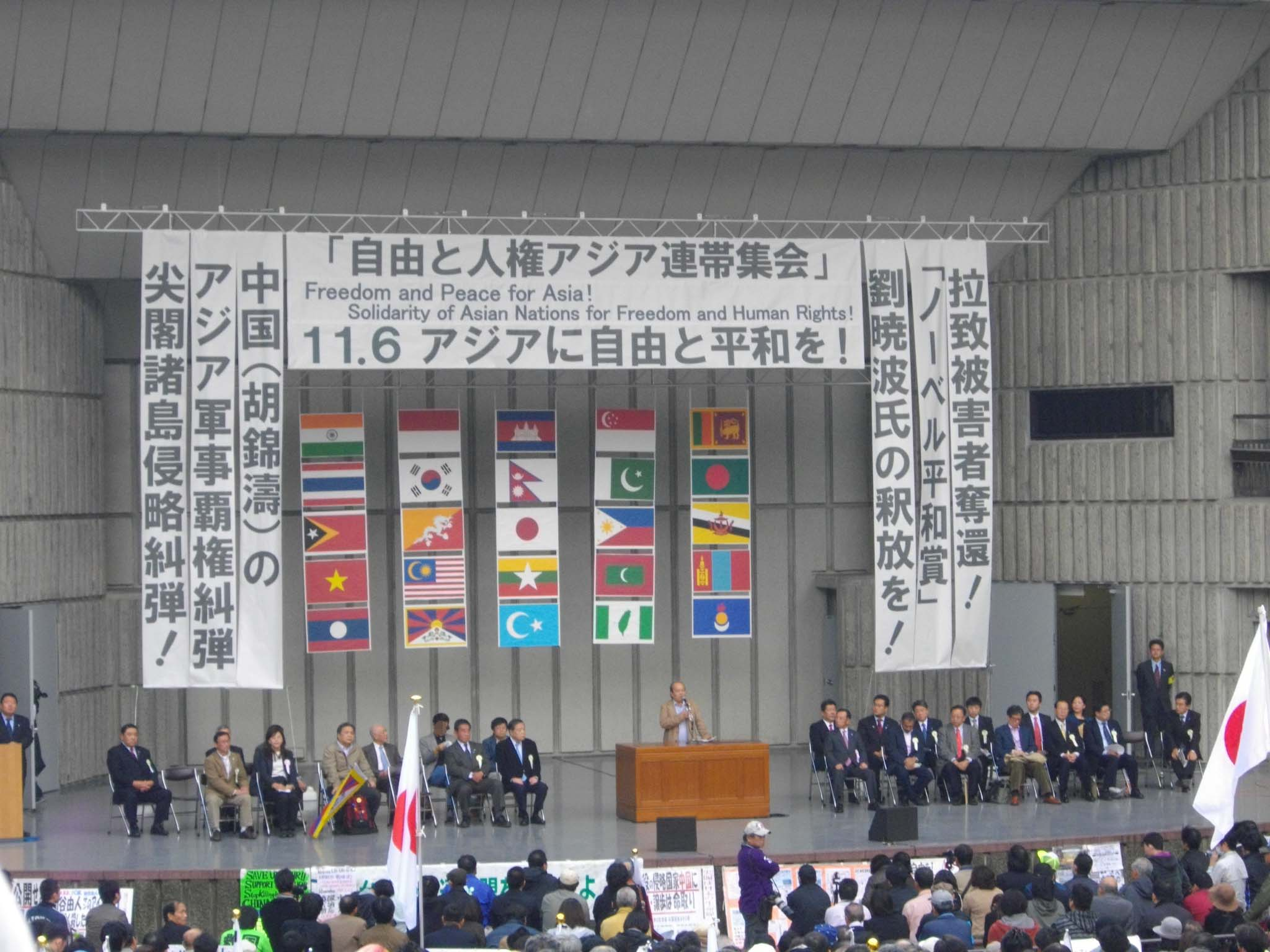
2010년 히비야에서 열린 반중집회

일본의 반중 감정은 역사가 깊으며, 현재도 널리 존재하고 있다.

## 역사

### 도쿠가와 시대
도쿠가와 시대Tokugawa(1600년 ~ 1868년)에서 부터 일본은 이전 내전으로 인해 힘들었던 분위기를 털게 되며 통일하였고 그로 인해 단단한 기반이 있는 국가로 성장하기 시작했다. 이 시기에 일본은 중국 문화를 포함한 세계 모든 외국의 문화적 영향을 차단하고 고립 하려 하는 시도가 있었다. 이 기간 동안 일본은 쇄국정책을 유지하여 외국의 영향을 거의 받지 않았지만 오히려 자신들만의 문화를 더욱 발전시켰다. 이 시기 일본은 민족적 자존감의 상승으로 스스로를 "오랑캐에 둘러싸인 문명세계"라고 말하며 자신들을 문화의 중심지로 인식하게 되었다.
이러한 운동과 학파의 핵심적인 지지자는 국학 (일본사) (国学),로 알려진 문화 운동과 학문의 분파로, 문자 그대로 "국민학"으로 번역되고, 일반적으로 "일본학"으로 번역된다. Kokugaku aimed through its practitioners (known as kokugakushu) 고쿠가쿠는 일본의 진정한 문화에 대한 인식을 외국의 영향을 받지 않는 문화로 되돌리는 것을 목표로 하며, 외국의 문화와 대조적으로 일본의 진정한 문화에 대한 인식을 구분하기 위해 수행자들(고쿠가쿠슈로 알려짐)을 통해 목표를 세웠다.
고쿠가쿠kokugaku의 수행자들은  특히 유교와 불교의 영향에 대한 방벽으로 여겨지는 일본의 토착 종교인 신도를 특히 중요시했다. Japan's indigenous religion,
그러나 국학이 발달할 무렵에 신도는 이미 유교와 불교의 영향을 많이 받았으며, 이로 인해 국학 학문의 순수한 효과와 그 성과에 대한 논의가 이루어지고 있다.

### 일본의 제국
메이지 유신과 일본의 쇄국정책 정책 포기 이후, 일본은 서구 국가들의 발전에 따라가기 위해 적극적인 서구화와 산업화 정책을 추진했다. 이와 동시에 중국은 정책에 문제가 생기기 시작했고, 일본을 포함한 많은 이들에게 중국은 쇠퇴하는 강대국으로 인식되었다. 일본 내 중국인 혐오 정서는 제2차 세계 대전 중 일본군이 중국인들에게 저지른 수많은 만행에 기여했는데, 특히 난징 대학살이 대표적이다..
게다가 제2차 중일전쟁 (1937~1945)까지 겹치면서 2천만 명 이상의 민간인 중국인이 목숨을 잃게 되었다. 당시 중국이 입은 재산적 손실은 1937년 7월 환율로 당시 일본 GDP의 약 50배에 달하는 3830억 달러의 재산손실이 발생했다.

### 제2차 세계대전 이후

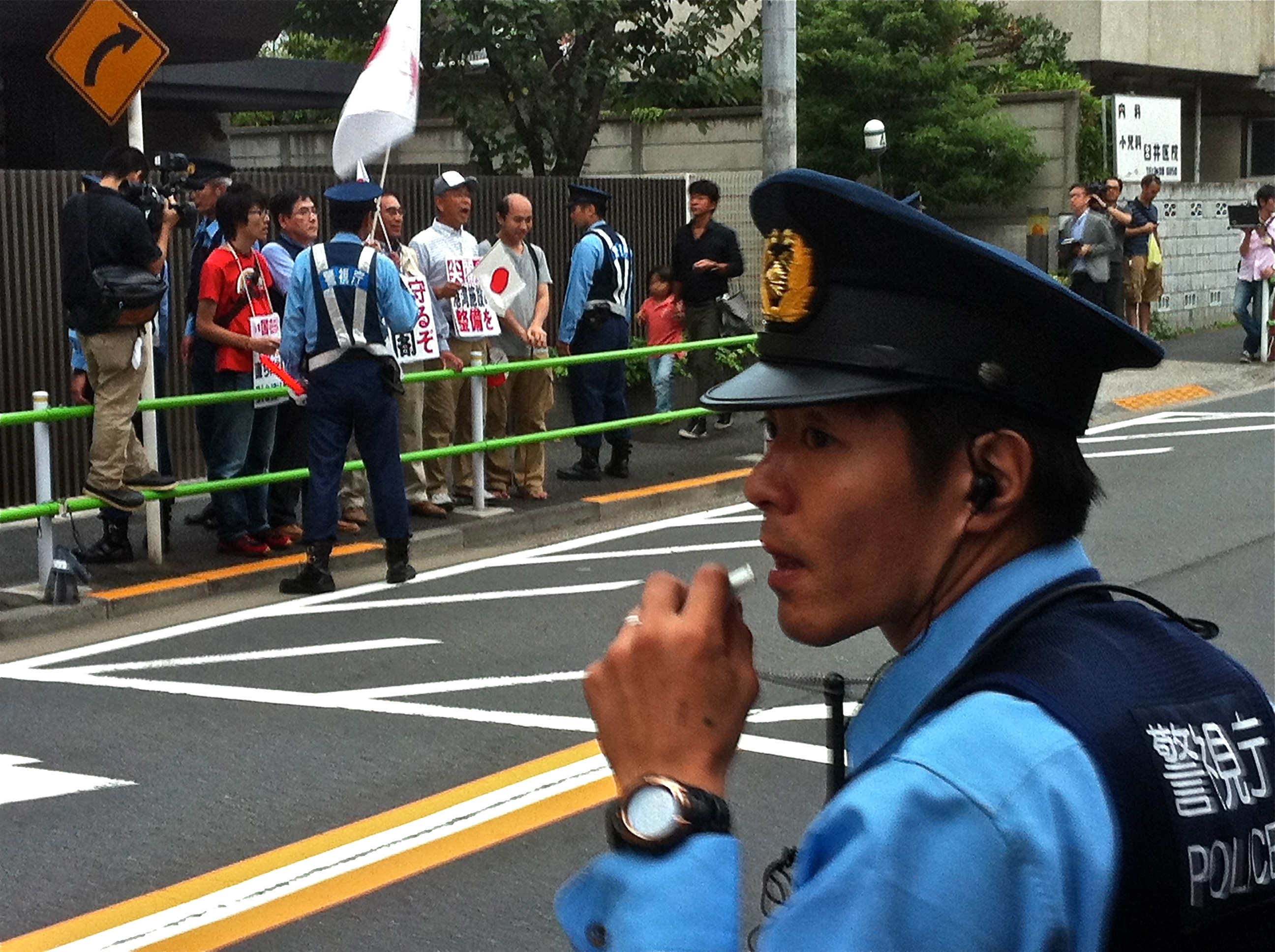
2012년 센카쿠 열도 분쟁 당시 일본 도쿄 주재 중국대사관 앞에서 경찰관들이 반중 시위를 감시하고 있다.

제2차 세계 대전이 끝난 후, 일본과 중국이 냉전 기간에 반대하는 입장을 취했음에도 불구하고, 중국인에 대한 혐오감은 일본 주류 언론에서 억압되고 금기시되었다. 지나 (支那)라는 통칭의 사용은 "남중국해"의 일본식 명칭이나 라면의 대체 용어와 같은 소수의 경우를 제외하고는 거의 사라졌다.
냉전 이후 일본과 중화인민공화국의 접촉은 거의 없었다. 1972년 일본의 이웃 국가에 대한 관심이 급증한 이후 양국 관계가 정상화되기 전까지 중국에 대한 논의는 거의 없었다. 중국은 2차 세계대전에 대한 배상금을 포기했다, 부분적으로는 대만보다 덜 관대한 것처럼 보이는 것을 피하고 소련에 대한 입장을 강화하기 위해서였다. 이에 대한 반응은 중국 혐오증이 반공주의에 국한된 가운데 일본에서 상당히 감사하고 호의적인 반응을 보였다.
중화인민공화국에 대한 대중의 반감은 소련에 대한 대중의 반감에 비해 미미했고 우호적인 분위기가 팽배했다. 또한 재일조선인, 아이누족 등 다른 소수민족들과 함께 일본 화교 거주자들에 대한 사회적 태도도 개선되었다.
그러나 2000년 이후 일본은 점차 반중감정의 부활과 함께 점점 긴장되는 일본과 중화인민공화국의 정치적 관계의 효과가 맞물렸다. 그 이유는 일본의 역사교과서 문제와 야스쿠니신사에 대한 공식적인 참배에서 부터 비롯된다. 또한 중국인들이 자국의 국내 정치를 떠받치기 위해 반일 감정을 이용하는 것도 포함된다. 2005년 반일 시위는 중국 내의 긴장과 중국내에 거주하는 일본 국민들의 두려움을 고조시켰던 사건으로 기억된다. Pew Global Attitude Project(2008)의 자료를 보면, 일본인의 85%가 중국에 대해 부정적인 견해를 가지고 있는 것으로 나타나면서,간바레 닛폰(힘내라 일본) 그리고 재일 특권을 용납하지 않는 시민 모임, 등 많은 일본 민족주의 단체들이 반중 성향을 가지고 있고, 일본인의 73%가 중국인들에 대해 부정적인 견해를 가지고 있다고 나타난다.
'이코노미스트'의 2021년 조사에 따르면 중국에 '호감'을 느끼는 지에 대한 질문에서 18~29세 일본인의 40% 이상이 중국에 '호감'을 느낀다고 답했고 60~70대 중국에 호감을 느끼는 일본인은 13%에 불과하다고 발표했다.

## 같이 보기
- 중일 관계
- 일본-중국 관계사
- 중국의 반일 정서
- 토착주의